# Garden Hotspurs Football Club
Maillots
Le Garden Hotspurs Football Club est un club de football de la B-Mobile SKNFA Premier League, basé à Basseterre, sur l'île de Saint-Christophe. Il joue ses rencontres à domicile au Garden's Stadium de Basseterre.

## Repères historiques
Fondé en 1962, Garden Hotspurs remporte son premier titre national en 1986 avec succès en championnat. Son palmarès compte actuellement quatre titres de champions et une Coupe nationale.
Malgré son palmarès, le club ne participe pour la première fois à une compétition continentale qu'en 2001, lors du Championnat des clubs caribéens, car la fédération christophienne n'a que ponctuellement aligné des formations lors des rencontres internationales. Il se qualifie pour la phase de poule en bénéficiant du forfait de son adversaire, la formation d'Antigua-et-Barbuda, Empire FC. Le club ne dispute cependant aucune rencontre, déclarant à son tour forfait avant la première rencontre.

## Palmarès
- Championnat de Saint-Christophe-et-Niévès (4)
  - Champion : 1986, 1990, 1994, 2001

- Coupe de Saint-Christophe-et-Niévès (1)
  - Vainqueur : 2016
  - Finaliste : 1965, 2014

## Joueurs notables
Plusieurs internationaux christophiens ont porté les couleurs de Garden Hotspurs pendant leur carrière. Austin Huggins et Vernon Sargeant y ont joué pendant toute leur carrière (soit 19 ans) tandis que Tishan Hanley y a joué entre 2007 et 2010 puis de 2011 à 2012. 